# Uniwersalny asynchroniczny nadajnik-odbiornik
Uniwersalny asynchroniczny nadajnik-odbiornik, UART (od ang. universal asynchronous receiver-transmitter) – układ scalony służący do asynchronicznego przekazywania i odbierania informacji poprzez port szeregowy.
Zawiera on konwerter równoległo-szeregowy (ang. parallel-to-serial), do konwersji danych przesyłanych z komputera, i szeregowo-równoległy (ang. serial-to-parallel), do konwersji danych przychodzących do komputera. UART posiada także bufor do tymczasowego gromadzenia danych w przypadku szybkiej transmisji.

## Zasada działania
Transmisję informacji złączem szeregowym inicjuje tzw. bit startowy (w każdym przypadku jest to logiczne zero). W dalszej kolejności przesłana zostaje informacja w postaci 7, 8 lub 9 kolejnych bitów (w zależności od ustalonej konfiguracji urządzenia). Za zakończenie transmisji odpowiedzialny jest tzw. bit stopu (logiczna jedynka). Całość tworzy tzw. ramkę UART, która zawiera w sobie kompletną przesyłaną informację.